# Frías (Guanajuato)
Frías es una localidad del estado mexicano de Guanajuato. Es parte del municipio de Manuel Doblado. Fue fundada en 1560.

## Demografía
| Gráfica de evolución demográfica |
|                                  |

| Censo | Población |
| ----- | --------- |
| 1900  | 535       |
| 1910  | 537       |
| 1921  | 410       |
| 1930  | 524       |
| 1940  | 419       |
| 1950  | 540       |
| 1960  | 699       |
| 1970  | 649       |
| 1980  | 893       |
| 1990  | 1 170     |
| 2000  | 1 251     |
| 2010  | 1 184     |
| 2020  | 1 283     |